# Rafael Sanchez (Regisseur)
Rafael Sanchez (* 1975 in Basel) ist ein Schweizer Theaterregisseur, Schauspieler und Intendant. Ab der Spielzeit 2025/26 wird Sanchez zusammen mit der Regisseurin Pınar Karabulut die Leitung des Schauspielhauses Zürich übernehmen.

## Leben
Sanchez begann 1994 als Schauspieler am Jungen Theater Basel zu arbeiten, wo bald auch erste eigene Regiearbeiten entstanden. 2003 wurde er Hausregisseur am Theater Basel und begann an diversen deutschsprachigen Häusern zu inszenieren, unter anderem am  Deutschen Theater Berlin, an der Schaubühne am Lehniner Platz, am Maxim-Gorki-Theater, am Schauspielhaus Zürich, am Thalia Theater Hamburg, Schauspiel Essen und am Schauspielhaus Hannover. 
Von 2008 bis 2013 hatte er zusammen mit Barbara Weber die künstlerische Leitung am Theater am Neumarkt Zürich inne. Mit Beginn der Intendanz von Stefan Bachmann in der Spielzeit 2013/14 wurde Sanchez einer von drei Hausregisseuren am Schauspiel Köln. Aufgrund Bachmanns vorzeitigen Wechsels ans Wiener Burgtheater übernahm Sanchez für die Spielzeit 2024/25 am Schauspiel Köln eine Interimsintendanz.
Ab der Spielzeit 2025/26 wird Sanchez gemeinsam mit der Regisseurin Pınar Karabulut die Leitung des Zürcher Schauspielhauses übernehmen.
Sein Solostück Rafael Sanchez erzählt: Spiel mir das Lied vom Tod, das gemeinsam mit dem Autor Eberhard Petschinka entstand, wurde 1999 mit Premios Ondas und dem Hörspielpreis der Kriegsblinden ausgezeichnet. Mit seiner Inszenierung von Thomas Melles Stück Ode gewann Sanchez 2022 den Nachspielpreis beim Heidelberger Stückemarkt und wurde zu den Autorentheatertagen eingeladen.
Sanchez ist mit der Schauspielerin Yvon Jansen verheiratet. Das Paar hat zwei Kinder.

## Inszenierungen (Auswahl)
- 1996: Frank & Stein von Ken Campell – Junges Theater Basel (mit Sandra Stadler, Tiziana Sarro)
- 1997: König Ubu von Alfred Jarry – Junges Theater Basel (mit Rafael Sanchez, Sandra Stadler, Fabiola Blocher, Cynthia Coray)
- 1998: Rafael Sanchez erzählt Spiel mir das Lied vom Tod – Theater Basel (mit Rafael Sanchez, Regie: Eberhard Petschinka)
- 2001: Bungee Jumping von Jaan Tätte – Theater Basel (mit Katharina Schmalenberg, Roberto Guerra, Vincent Leittersdorf, Cynthia Coray)
- 2002: Homebody/Kabul von Tony Kushner – Theater Basel (mit Sandra Hüller, Thomas Reisinger, Andrea Bettini, Katja Reinke, Victor Calero u. a.)
- 2003: Geld und Geist von Jeremias Gotthelf – Theater Basel (mit Margot Gödrös, Martin Hug, Jürg Kienberger, Rahel Hubacher, Johanna Bantzer, Markus März, Andrea Bettini, Urs Bihler, Daniel Wahl)
- 2004: Hinter den sieben Gleisen von Kurt Früh – Schauspielhaus Zürich (mit Jürg Kienberger, Jean-Pierre Cornu, Margot Gödrös, Meike Droste, Marco Morelli)
- 2005: Das Käthchen von Heilbronn von Heinrich von Kleist – Theater Basel (mit Sandra Hüller, Daniel Nerlich, Wolfgang Brumm, Silvia Fenz, Aljoscha Stadelmann, Cornelius Borgolte)
- 2005: Im Weißen Rössl von Ralph Benatzky – Oper Basel (mit Désirée Meiser, Martin Hug, Ito Satoshi u. v. a.)
- 2006: Augusta von Richard Dresser – Schaubühne am Lehniner Platz (mit Bruno Cathomas, Steffi Kühnert, Daniela Holtz)
- 2006: Geschichten aus dem Wienerwald von Ödön von Horváth – Theater Basel (mit Rahel Hubacher, Martin Hug, Thomas Reisinger, Chantal Le Moign, Jürg Kienberger, Andrea Bettini, Sandro Tajouri u. a.)
- 2007: Kommt ein Mann zur Welt von Martin Heckmanns – Schauspielhaus Düsseldorf (mit Markus Scheumann, Kathleen Morgeneyer, Winfried Küppers u. a.)
- 2008: Nostalgie 2175 von Anja Hilling – Thalia-Theater Hamburg (mit Susanne Wolff, Daniel Hoevels, Peter Jordan)
- 2009: Kasimir und Karoline von Ödön von Horváth – Theater Neumarkt (mit Yvon Jansen, Siegfried Terpoorten, Thomas Müller, Rahel Hubacher, Jens Rachut, Alicia Aumüller, Jörg Koslowski)
- 2010: Die Jüdin von Toledo von Lion Feuchtwanger, Bearbeitung Eberhard Petschinka – Schauspielhaus Düsseldorf (mit Guntram Brattia, Yvon Jansen, Thomas Müller, Pierre Siegenthaler, Winfried Küppers, Jakob Leo Stark, Nikolaus Benda, Viola Pobitschka, Anke Hartwig, Gunther Eckes)
- 2010: Nur Nachts von Sibylle Berg – Deutsches Theater Berlin (mit Judith Hoffmann, Natali Seelig, Christoph Franken, Peter Moltzen)
- 2011: Palomares von Eberhard Petschinka – Theater Neumarkt (mit Yvon Jansen, Thomas Müller, Jakob Leo Stark, Gilbert Trefzger, Katarina Schröter)
- 2012: Coriolanus von William Shakespeare, Bearbeitung Andreas Marber – Deutsches Theater Berlin (mit Jutta Wachowiak, Susanne Wolf, Judith Hoffmann, Barbara Heynen, Natalia Belitski)
- 2013: Der nackte Wahnsinn, Komödie in drei Akten von Michael Frayn (Deutsch von Ursula Lyn) am Schauspiel Köln[7]
- 2013: Truppenbesuch von Tobi Müller und Mike Müller – Theater Neumarkt (mit Mike Müller)
- 2014: Viel gut essen von Frau Berg, UA Halle Kalk des Schauspiel Köln, 18. Oktober 2014[8] (mit Thomas Müller, Mohamed Achour, Simon Kirsch, Jakob Leo Stark, Yuri Englert, Jens Rachut)
- 2015: Hiob von Joseph Roth – Schauspiel Köln (mit Bruno Cathomas, Sabine Orléans, Julia Riedler, Thomas Müller, Jakob Leo Stark, Axel Pape, Niklas Kohrt)
- 2016: Jeder stirbt für sich allein von Hans Fallada, Bearbeitung Eberhard Petschinka – Staatstheater Dresden (mit Thomas Eisen, Christine Hoppe, Antje Trautmann, Hannelore Koch, Holger Hübner, Matthias Lukey, Philipp Lux, Torsten Ranft)
- 2017: Tod eines Handlungsreisenden von Arthur Miller – Schauspiel Köln (mit Martin Reinke, Birgit Walter, Thomas Müller, Sean McDonagh, Ines Marie Westernströer, Benjamin Höppner, Winfried Küppers, Pablo Giw)
- 2018: Endspiel von Samuel Beckett – Schauspiel Köln (mit Martin Reinke, Bruno Cathomas, Margot Gödrös, Pierre Siegenthaler, Ella Rohwer, Sophie Moser, Zuzana Leharová, Pauline Moser)
- 2018: Tiempo de silencio von Martin Santos – Teatro de la Abadia Madrid (mit Fernando Soto, Carmen Valverde, Lídia Otón, Julio Cortázar, Sergio Adillo, Roberto Mori)
- 2020: Stefko Hanushevsky erzählt: Der große Diktator von Stefko Hanushevsky, Rafael Sanchez und Eberhard Petschinka – Schauspiel Köln
- 2022: Früchte des Zorns nach dem Roman von John Steinbeck – Schauspiel Köln
- 2022: König Lear von William Shakespeare – Schauspiel Köln
- 2024: Die letzten Männer des Westens von Tobias Ginsburg – Schauspiel Köln